# Celso Huerta
Celso Huerta är en ort i Mexiko.   Den ligger i kommunen Tula och delstaten Tamaulipas, i den centrala delen av landet, 400 km norr om huvudstaden Mexico City. Celso Huerta ligger 1 115 meter över havet och antalet invånare är 119.
Terrängen runt Celso Huerta är platt österut, men västerut är den kuperad. Runt Celso Huerta är det glesbefolkat, med 10 invånare per kvadratkilometer. Närmaste större samhälle är Tula, 8,6 km öster om Celso Huerta. Omgivningarna runt Celso Huerta är i huvudsak ett öppet busklandskap.